# Dominic Müller

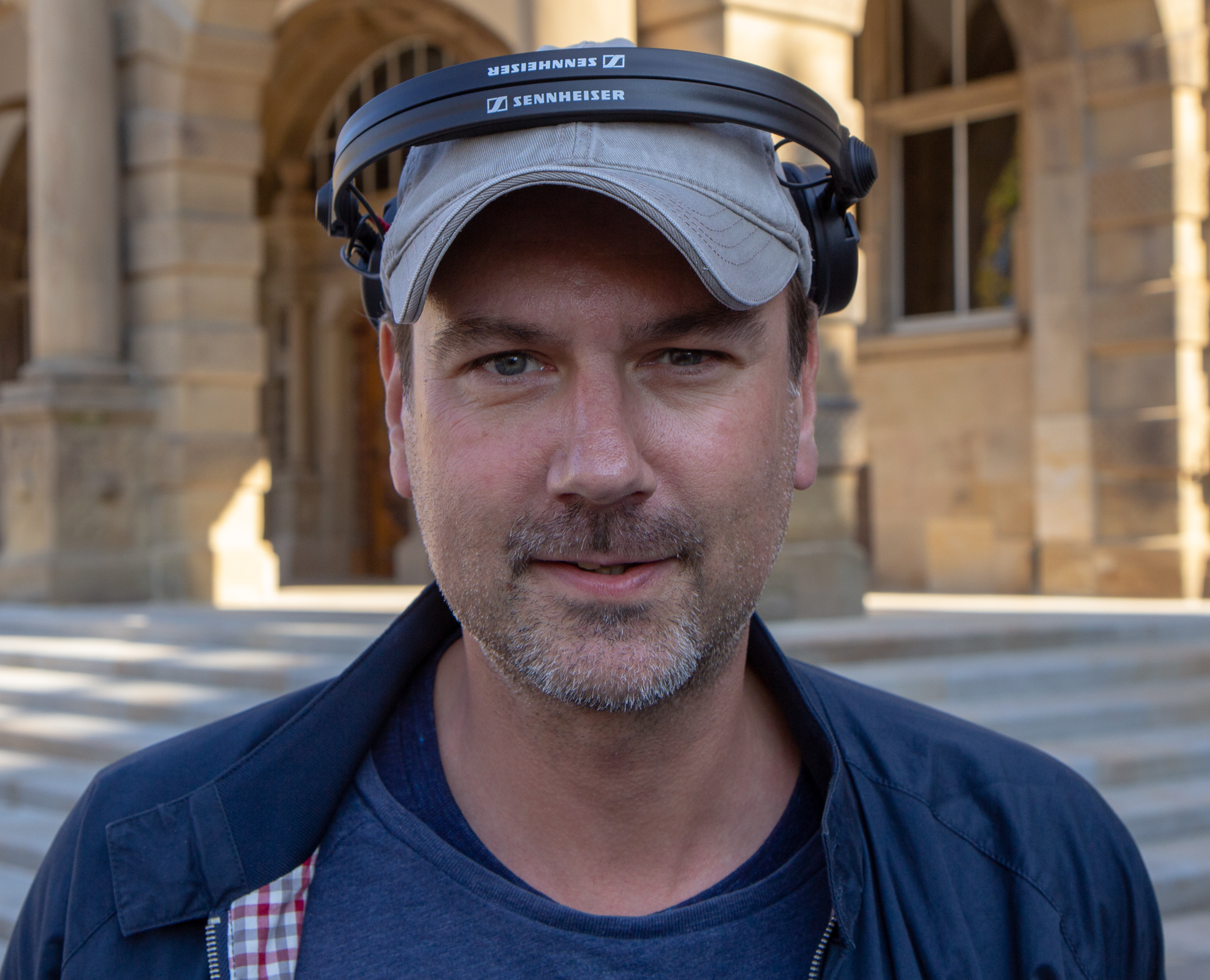
Dominic Mueller (2018)

Dominic Müller ist ein deutscher Regisseur.
Müller studierte von 1994 bis 1998 Film/Fernsehen an der Fachhochschule Dortmund. Seit 2005 ist er als Regisseur tätig.

## Filmografie (Auswahl)

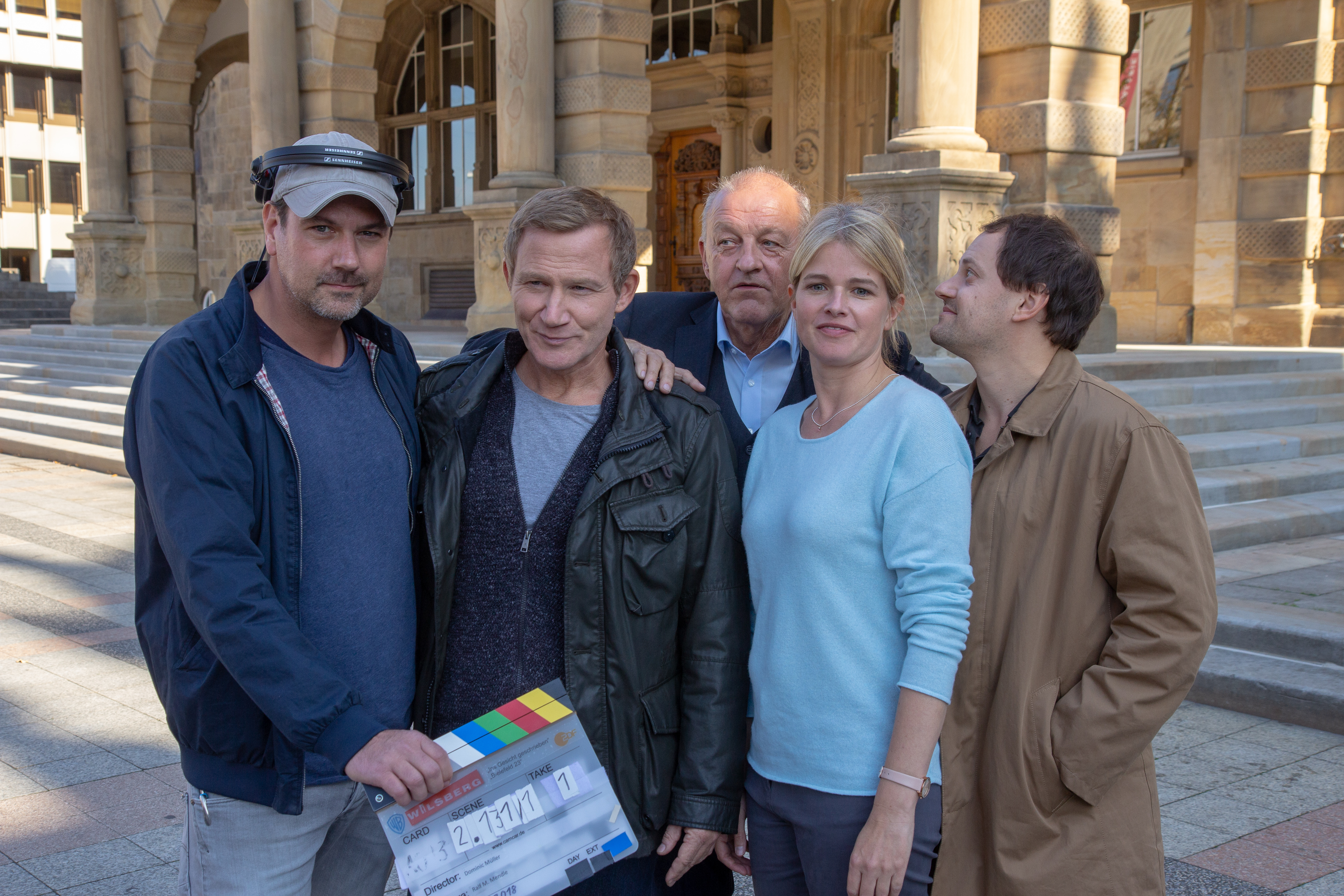
Dominic Müller am Set von Wilsberg mit Roland Jankowsky, Leonard Lansink, Mira Bartuschek und Stefan Haschke

- 2006: Was nicht passt, wird passend gemacht (Fernsehserie, 4 Folgen)
- 2010: Küss Dich Reich
- 2012–2013: Die Lottokönige (Fernsehserie, 12 Folgen)
- 2013: Sekretärinnen – Überleben von 9 bis 5 (Fernsehserie, 5 Folgen)
- 2013: Wilsberg: Die Entführung
- 2013: Wilsberg: Treuetest
- 2014: Wilsberg: Das Geld der Anderen
- 2014: Wilsberg: 90-60-90
- 2014: Friesland (Fernsehreihe)
  - 2014: Mörderische Gezeiten
  - 2015: Familiengeheimnisse
  - 2022: Fundsachen
  - 2023: Landfluchten
  - 2023: Feuerteufel
  - 2024: Artenvielfalt
- 2015: Wilsberg: Bauch, Beine, Po
- 2015: Wilsberg: 48 Stunden
- 2017: Wilsberg: Straße der Tränen
- 2017: Wilsberg: Alle Jahre wieder
- 2018: Wilsberg: Morderney
- seit 2018: Schwestern – Volle Dosis Liebe (Fernsehserie)
- 2019: Wilsberg: Ins Gesicht geschrieben
- 2020: Wilsberg: Bielefeld 23
- 2021: Wilsberg: Überwachen und belohnen
- 2021: Wilsberg: Aus heiterem Himmel
- 2024: Dünentod – Tod auf dem Meer